# Viola labradorica
Viola labradorica är en violväxtart som beskrevs av Franz von Paula Schrank. Viola labradorica ingår i släktet violer, och familjen violväxter. Inga underarter finns listade i Catalogue of Life.

## Bildgalleri

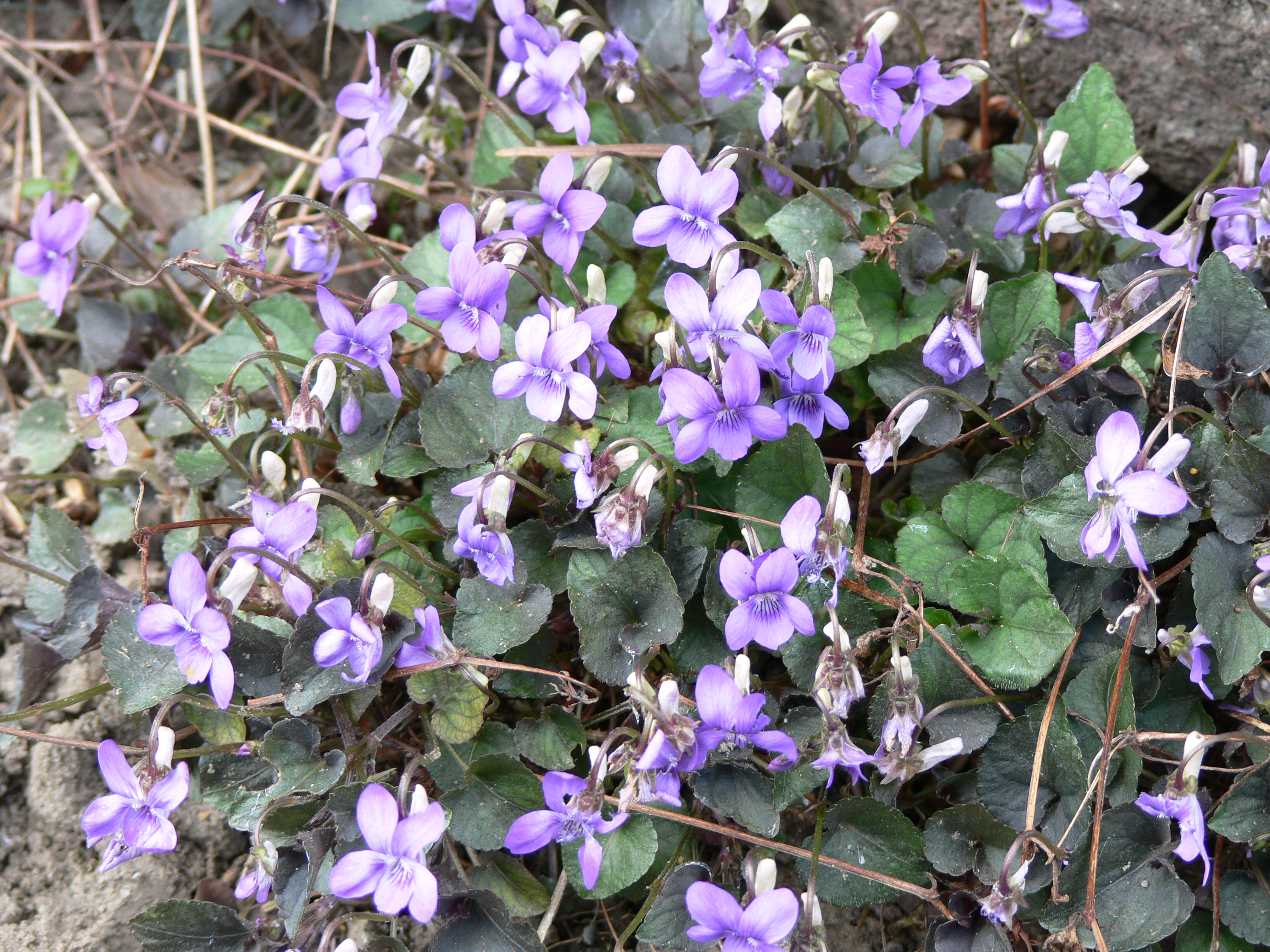